# Grzegorz Pyszczek
Grzegorz Pyszczek – polski socjolog, doktor habilitowany nauk społecznych.

## Życiorys
W 1986 r. ukończył studia filozoficzne na Akademii Teologii Katolickiej w Warszawie, w 2003 r. obronił pracę doktorską, w 2014 r. habilitował się na podstawie pracy zatytułowanej Nadnormalność jako problem społeczny. Wokół klasycznej koncepcji Floriana Znanieckiego.
Został pracownikiem naukowym na Akademii Pedagogiki Specjalnej im. Marii Grzegorzewskiej, oraz w Wyższej Szkole Ekonomiczno-Humanistycznej im. prof. Szczepana A. Pieniążka w Skierniewicach.